# Damernas bom i gymnastik vid olympiska sommarspelen 2024
Damernas bom i gymnastik vid olympiska sommarspelen 2024 avgjordes den 28 juli och 5 augusti 2024 i Percy Arena i Paris. 78 gymnaster från 35 nationer deltog i kvalet varifrån 8 idrottare från 5 nationer tog sig till finalen. Det var 20:e gången grenen fanns med i ett OS och den har funnits med i varje OS sedan 1952.
Damernas bom avgjordes i två rundor, kval och final. I kvalrundan, som fungerade som kval för alla grenar inom kvinnlig artistisk gymnastik, rankades de 78 gymnasterna som genomförde en övning i redskapet och topp 8, med max två från samma nation, tog sig vidare till finalen. I finalen raderades kvalets resultat och gymnasterna återigen genomförde en övning i redskapet.
Den regerande OS-mästaren i grenen Guan Chenchen hade slutat 2022 och var inte närvarande i tävlingen. I kvalet tog de stora namnen Simone Biles, Rebeca Andrade och Sunisa Lee plats två till fyra. 
I finalen blev kvalets resultat omkullkastat. Det var Alice D'Amato, som kommit på sjunde plats i kvalet, som tog guldet med 14,366 poäng. Silvret gick till Zhou Yaqin på 14,733 poäng och Manila Esposito fick bronset med 14,466 poäng.

## Deltagare
Totalt fanns det 95 kvotplatser till kvinnlig artistisk gymnastik. De nationella olympiska kommittérna kunde kvalificera med max 5 gymnaster (plus tre reserver).
De 12 nationerna som kvalificerade sig till lagtävlingen fick skicka 5 gymnaster var till tävlingen, vilket totalt var 60 av 95 kvotplatser. De nationerna var de tre bästa lagen vid världsmästerskapen i artistisk gymnastik 2022 (USA, Storbritannien och Kanada) och de nio bästa lagen (exklusive de som redan kvalificerat sig) vid världsmästerskapen 2023 (Kina, Brasilien, Italien, Nederländerna, Frankrike, Japan, Australien, Rumänien och Sydkorea).
De återstående 35 kvotplatserna delades ut individuellt.  Dessa platser fylldes genom olika kriterier baserade på bland annat världsmästerskapen 2023, FIG:s världscupserie i artistisk gymnastik 2024 och kontinentala mästerskap.
De 95 gymnasterna i kvalet hade rätt att delta i alla grenars kval förutom lagmångkampen. 78 gymnaster valde att kvala i bom och av dem tog sig 8 till finalen.

## Schema
Alla tider är CET.
| Datum     | Tid   | Omgång | Grupp   |
| --------- | ----- | ------ | ------- |
| 28 juli   | 09:30 | Kval   | grupp 1 |
| 28 juli   | 11:40 | Kval   | grupp 2 |
| 28 juli   | 14:50 | Kval   | grupp 3 |
| 28 juli   | 18:00 | Kval   | grupp 4 |
| 28 juli   | 21:10 | Kval   | grupp 5 |
| 5 augusti | 12:30 | Final  | –       |

## Kval
Av de 78 deltagande gymnasterna i bomkvalet kvalificerade sig följande åtta, plus tre reserver, till finalen:
| D-poäng | = Svårighetsgrad (Difficulty) |
| E-poäng | = Genomförande (Execution)    |

| Plac.     | Gymnast               | D-poäng | E-poäng | Straff | Totalt | Anm. |
| --------- | --------------------- | ------- | ------- | ------ | ------ | ---- |
| 1         | Zhou Yaqin (CHN)      | 6,6     | 8,266   |        | 14,866 | Q    |
| 2         | Simone Biles (USA)    | 6,4     | 8,333   |        | 14,733 | Q    |
| 3         | Rebeca Andrade (BRA)  | 6,1     | 8,400   |        | 14,500 | Q    |
| 4         | Sunisa Lee (USA)      | 6.0     | 8.033   |        | 14.033 | Q    |
| 5         | Sabrina Voinea (ROU)  | 6.1     | 7.900   |        | 14.000 | Q    |
| 6         | Manila Esposito (ITA) | 5.6     | 8.366   |        | 13.966 | Q    |
| 7         | Alice D'Amato (ITA)   | 5.6     | 8.266   |        | 13.866 | Q    |
| 8         | Júlia Soares (BRA)    | 5.6     | 8.200   |        | 13.800 | Q    |
| 9         | Sanne Wevers (NED)    | 5.6     | 8.166   |        | 13.766 | R1   |
| 10        | Marine Boyer (FRA)    | 5.8     | 7.966   |        | 13.766 | R2   |
| 11        | Luo Huan (CHN)        | 6.2     | 7.533   |        | 13.733 | R3   |
| Referens: |                       |         |         |        |        |      |

Resarverna för bomfinalen var:
1. Sanne Wevers (NED)
2. Marine Boyer (FRA)
3. Luo Huan (CHN)

## Final
| Plac.     | Gymnast               | D-poäng | E-poäng | Straff | Totalt |
| --------- | --------------------- | ------- | ------- | ------ | ------ |
| 1         | Alice D'Amato (ITA)   | 5,8     | 8,566   |        | 14,366 |
| 2         | Zhou Yaqin (CHN)      | 6,6     | 7,500   |        | 14,100 |
| 3         | Manila Esposito (ITA) | 5,8     | 8,200   |        | 14,000 |
| 4         | Rebeca Andrade (BRA)  | 5,7     | 8,233   |        | 13,933 |
| 5         | Simone Biles (USA)    | 6,2     | 7,200   | 0,300  | 13,100 |
| 6         | Sunisa Lee (USA)      | 6,2     | 6,900   |        | 13,100 |
| 7         | Júlia Soares (BRA)    | 5,3     | 7,033   |        | 12,333 |
| 8         | Sabrina Voinea (ROU)  | 5,8     | 5,933   |        | 11,733 |
| Referens: |                       |         |         |        |        |